# Jules Jamin
Pour les articles homonymes, voir Jamin.
Jules Célestin Jamin, né le 31 mai 1818 à Termes (Ardennes) et mort le 12 février 1886 à Paris, est un physicien français, professeur durant 29 ans à l'École polytechnique et durant 23 ans à la faculté des sciences de Paris.

## Biographie
Jules Jamin était le fils d'Antoine-Pierre Jamin, colonel des dragons. D'abord élève d'une petite pension de la ville de Vouziers, il entra au collège de Reims où il remporta dès la première année neuf prix. En 1838 il obtient le prix d'honneur des sciences du concours général. Il fait ensuite de 1838 à 1841 des études supérieures scientifiques à l'École normale, où il suit les conférences de physique de Joseph Cazalis, et à la faculté des sciences de Paris où il a comme professeurs de physique Claude Pouillet et César Despretz. Il y obtient les licences ès sciences physiques, mathématiques et naturelles. En 1841, il est reçu premier au premier concours d'agrégation des sciences physiques et est nommé professeur au collège royal de Caen (23 septembre 1841), où il succède à Paul Desains. Il rejoint au bout de deux ans (14 septembre 1843) le collège Bourbon à Paris, comme suppléant, puis en 1844 (27 septembre) le collège Louis-le-Grand comme agrégé divisionnaire, puis comme professeur divisionnaire (30 décembre 1845) de physique et de mathématiques. Il avait commencé à Caen des travaux de recherche qui l'amènent à soutenir devant la faculté des sciences de Paris ses thèses pour le doctorat ès sciences physiques en 1847, avec une thèse de physique sur la réflexion de la lumière à la surface des métaux.

Interféromètre de Jamin.

Le 7 août 1851, il est chargé des examens de sortie à l'École polytechnique, puis y est nommé professeur de physique l'année suivante (8 octobre 1852) poste qu'il occupera jusqu'en mars 1881, date à laquelle Alfred Potier lui succéda. En 1858, il est lauréat de la médaille Rumford pour ses travaux sur la lumière. Le 22 novembre 1863, il devient professeur de physique à la Faculté des sciences de Paris, succédant à César Despretz, dont il avait été nommé suppléant le 25 mars de la même année à la suite de sa mort. Il publia un imposant Traité général de physique d'après ses cours donnés à l'École polytechnique. En 1868, il entre à l'Académie des sciences. Il crée et prend la direction la même année du laboratoire de recherches physiques de la faculté des sciences de Paris, laboratoire financé par l'École pratique des hautes études, dont il est directeur d'études dans la IIe section. Edmond Bouty devient directeur-adjoint du laboratoire en 1882 et des physiciens de la nouvelle génération, tels que Gabriel Lippmann, Henri Pellat ou Anatole Leduc, viennent y réaliser des travaux de recherche pour le doctorat.
Il remplaça Henri Milne Edwards comme doyen de la faculté.
Il présida l'Académie des sciences en 1882 et devint secrétaire perpétuel en 1884 succédant à Jean-Baptiste Dumas. 
Ces travaux scientifiques concernent l'optique, il découvre la polarisation elliptique de la lumière réfléchie par les substances vitreuses au voisinage de l'angle de polarisation prévue par Cauchy, le magnétisme, l'électricité, ainsi que l'hygrométrie, la capillarité...
Il épousa à Reims, en 1851, Thérèse Joséphine Eudoxie Lebrun (1832-1880), dont il eut une fille, Lucie, qui fut la première épouse du physicien Henri Becquerel, et un fils, artiste peintre, Paul Jamin. Le physicien Jean Becquerel est son petit-fils.

## Œuvres
- La Rosée, son histoire, son rôle, réédition en un petit livre (Éditions VillaRrose 2004,  (ISBN 2-9510883-3-7)) d'un article de Jamin (in Revue des deux mondes, 15 janvier 1879).
- Cours de physique de l'École polytechnique, Paris, Gauthier-Villars, 1870 (et suivantes). Plusieurs volumes.
- Petit traité de physique, : à l'usage des établissements d'instruction, des aspirants aux baccalauréats et des candidats aux écoles du gouvernement, Paris, Gauthier-Villars, 1870.
- Cours de physique de l'École polytechnique. Troisième supplément : radiations, électricité, ionisation, Paris, Gauthier-Villars, 1906, texte en ligne disponible sur LillOnum.

## Distinctions
- Commandeur de la Légion d'honneur (1881)

## Hommages
- Son nom est inscrit sur la tour Eiffel.
- Une rue de Reims porte son nom.